# Ariane de Rothschild

Ariane de Rothschild, 2016

Ariane de Rothschild (* 14. November 1965 in San Salvador; geb. Ariane Langner) ist eine französische Wirtschaftswissenschaftlerin und Unternehmerin.

## Leben und Wirken
Rothschild wurde in San Salvador geboren, wo ihr Vater leitender Angestellter einer internationalen Arzneimittelfirma war. Bevor sie achtzehn Jahre alt war, lebte die Familie unter anderem auch in Bangladesch, Kolumbien und der Demokratischen Republik Kongo. An der Pace University, New York City, machte sie einen MBA und war dann Handelsmaklerin im Auftrag der Société Générale an der Wall Street.
Danach wechselte sie zu AIG und beaufsichtigte dort den damaligen Markteintritt des Versicherungskonzerns in Frankreich und im übrigen Europa. 1999 wechselte sie zur Edmond de Rothschild Group, Genf, zunächst in den Bereich der Firma, der nicht der Finanzwirtschaft zuzuordnen ist, wie Weingüter, Landwirtschaft und Gesundheitswesen. Im Jahre 2015 wurde sie Verwaltungsratspräsidentin der Edmond de Rothschild Group, seit 2023 ist sie CEO.
Rothschild war ab 1999, bis zu seinem Tod 2021, mit dem zum französischen Rothschild-Zweig zugehörigen Bankier und Investor Benjamin de Rothschild verheiratet. Sie ist Mutter von vier Kindern.

## Weitere Aktivitäten
Rothschild ist Präsidentin des Hotelkomplexes Domaine du Mont d’Arbois bei Megève. Außerdem beaufsichtigt sie einen großen Bereich der realwirtschaftlichen Aktivitäten des Unternehmens:

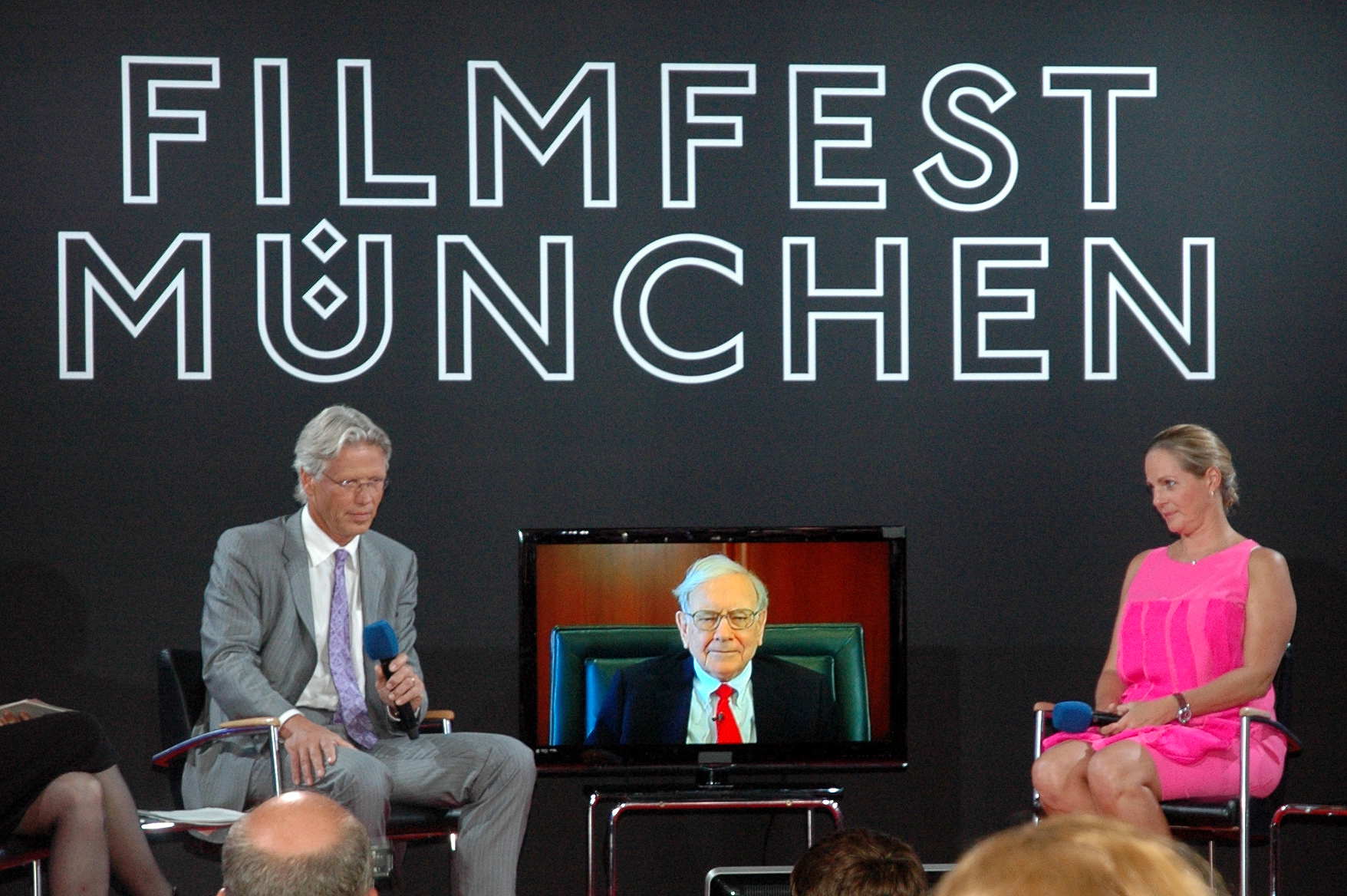
Von links: Stephan Goertz, Warren Buffett und Ariane de Rothschild auf dem Filmfest in München 2012

- La ferme des 30 arpents in Seine-et-Marne bei Paris
- Château Clarke, bei Bordeaux
- Château Malmaison, bei Bordeaux
- Château des Laurets, bei Bordeaux
- Vega Sicilia Rothschild, Spanien
- Ruppert & Rothschild, Südafrika[3]
- Flechos de los Andes, Argentinien

## Ariane de Rothschild Art Prize
2003 gründete sie den Ariane de Rothschild Art Prize, mit dem zeitgenössische bildende Künstler ausgezeichnet werden, wobei der Schwerpunkt auf der Malerei liegt. Der Preis ist nicht mit Bargeld dotiert, sondern besteht aus einem Stipendium an der Slade School of Fine Arts in London, bei dem alle anfallenden Kosten von Studium und Unterhalt übernommen werden.